# Кубок Еміра Кувейту з футболу 2022
Кубок Еміра Кувейту з футболу 2022 — 60-й розіграш кубкового футбольного турніру у Кувейті. Титул володаря кубка ввосьме здобув Казма.

## Календар
| Раунд        | Дата              | Матчі | Клуби  |
| ------------ | ----------------- | ----- | ------ |
| Перший раунд | 1-5 квітня 2022   | 7     | 15 → 8 |
| 1/4 фіналу   | 29-30 квітня 2022 | 4     | 8 → 4  |
| 1/2 фіналу   | 7 травня 2022     | 2     | 4 → 2  |
| Фінал        | 24 травня 2022    | 1     | 2 → 1  |

## Перший раунд
| Команда 1      | Рахунок      | Команда 2           |
| -------------- | ------------ | ------------------- |
| 1 квітня 2022  |              |                     |
| Хайтан (2)     | 3:3 пен. 3:4 | Аль-Ярмук           |
| 3 квітня 2022  |              |                     |
| Аль-Шабаб      | 0:0 пен. 8:7 | Ат-Тадамун          |
| Бурган         | 1:3          | Аль-Фахахіль        |
| 4 квітня 2022  |              |                     |
| Аль-Сахель (2) | 1:2          | Ас-Сальмія          |
| Аль-Кадісія    | 0:1          | Казма               |
| 5 квітня 2022  |              |                     |
| Аль-Арабі      | 3:0          | Аль-Сулайбікхат (2) |
| Аль-Джахра (2) | 1:3          | Ан-Наср             |

## 1/4 фіналу
| Команда 1      | Рахунок | Команда 2    |
| -------------- | ------- | ------------ |
| 29 квітня 2022 |         |              |
| Ан-Наср        | 2:1     | Аль-Шабаб    |
| Аль-Ярмук      | 1:2     | Аль-Фахахіль |
| 30 квітня 2022 |         |              |
| Аль-Арабі      | 1:2     | Ас-Сальмія   |
| Аль-Кувейт     | 0:1     | Казма        |

## 1/2 фіналу
| Команда 1     | Рахунок | Команда 2  |
| ------------- | ------- | ---------- |
| 7 травня 2022 |         |            |
| Ан-Наср       | 1:2     | Ас-Сальмія |
| Аль-Фахахіль  | 0:3     | Казма      |

## Фінал
| 24 травня 2022 19:15 (EEST) |

| Казма                         | 2:1      | Ас-Сальмія     |
| ----------------------------- | -------- | -------------- |
| Фара 54' (пен.) Терманіні 71' | Протокол | Алекс Ліма 25' |

| Джабер-ель-Ахмед, Ель-Кувейт Арбітр: Ісмаїл Ельфат |